# Troglohyphantes novicordis
Espèce
Troglohyphantes novicordis est une espèce d'araignées aranéomorphes de la famille des Linyphiidae.

## Distribution
Cette espèce est endémique d'Autriche.

## Publication originale
- Thaler, 1978 : Troglohyphantes novicordis n. sp. aus der Steiermark, Österreich (Arachnida: Araneae: Linyphiidae). Senckenbergiana Biologica, vol. 59, p. 289-296.